# Mura (FFH-Gebiet)
Das Fauna-Flora-Habitat-Gebiet Mura liegt auf dem Gebiet der Städte Pesnica, Gornja Radgona, Ljutomer, Lendava und Murska Sobota im Osten Sloweniens. Das etwa 100 km² große Schutzgebiet umfasst den gesamten slowenischen Abschnitt der Mur und ihrer Aue von der österreichischen Grenze bei Ceršak im Nordwesten bis zum slowenisch-kroatisch-ungarischen Dreiländereck bei Pince-Marof im Südosten. Die Mur selbst ist stark überformt und reguliert. Durch die hohe Gewässerdynamik insbesondere in den naturnah belassenen Aueresten mit Auwäldern und Altarmen ist das Gebiet jedoch ein Refugium für die Arten und Lebensräume der Flussauen.
Das Gebiet überschneidet sich zu einem großen Teil mit dem gleichnamigen Vogelschutzgebiet. Fortgesetzt wird das Schutzgebiet durch das österreichische FFH-Gebiet Steirische Grenzmur mit Gamlitzbach und Gnasbach, das kroatische FFH-Gebiet Mura und die ungarischen FFH-Gebiete Kerka mente und Mura mente.

## Schutzzweck

### Lebensraumtypen
Folgende Lebensraumtypen nach Anhang I der FFH-Richtlinie kommen im Gebiet vor; prioritäre Lebensraumtypen sind mit * gekennzeichnet:
| EU Code | * | Lebensraumtyp (offizielle Bezeichnung)                                                                                           | Fläche (ha) |
| ------- | - | --- | ----------- |
| 3150    |   | Natürliche eutrophe Seen mit einer Vegetation des Magnopotamions oder Hydrocharitions                                            | 214,9       |
| 3260    |   | Flüsse der planaren bis montanen Stufe mit Vegetation des Ranunculion fluitantis und des Callitricho-Batrachion                  | 224,7       |
| 3270    |   | Flüsse mit Schlammbänken mit Vegetation des Chenopodion rubri p.p. und des Bidention p.p.                                        | 2996,6      |
| 6410    |   | Pfeifengraswiesen auf kalkreichem Boden, torfigen und tonig-schluffigen Böden (Molinion caeruleae)                               | 0,7         |
| 6430    |   | Feuchte Hochstaudenfluren der planaren und montanen bis alpinen Stufe                                                            | 3709,3      |
| 6510    |   | Magere Flachland-Mähwiesen (Alopecurus pratensis, Sanguisorba officinalis)                                                       | 499,3       |
| 91E0    | * | Auen-Wälder mit Alnus glutinosa und Fraxinus excelsior (Alno-Padion, Alnion incanae, Salicion albae)                             | 1936,3      |
| 91F0    |   | Hartholzauewälder mit Quercus robur, Ulmus laevis, Ulmus minor, Fraxinus excelsior oder Fraxinus angustifolia (Ulmenion minoris) | 479,4       |

### Arteninventar
Folgende Arten von gemeinschaftlichem Interesse sind für das Gebiet gemeldet (Prioritäre Arten sind mit * gekennzeichnet):
| Bild                                  | EU Code | * | Art                                   | wissenschaftlicher Name     | Artengruppe           |
| ------------------------------------- | ------- | - | ------------------------------------- | --------------------------- | --------------------- |
| Zierliche Tellerschnecke              | 4056    |   | Zierliche Tellerschnecke              | Anisus vorticulus           | Schnecken             |
| Rapfen                                | 1130    |   | Rapfen                                | Aspius aspius               | Fische und Rundmäuler |
| Steinkrebs                            | 1093    | * | Steinkrebs                            | Austropotamobius torrentium | Krebse                |
| Gelbbauchunke                         | 1193    |   | Gelbbauchunke                         | Bombina variegata           | Amphibien             |
| Spanische Flagge                      | 1078    | * | Spanische Flagge                      | Callimorpha quadripunctaria | Schmetterlinge        |
| Grubenlaufkäfer                       | 4014    |   | Grubenlaufkäfer                       | Carabus variolosus          | Käfer                 |
| Biber                                 | 1337    |   | Biber                                 | Castor fiber                | Säugetiere            |
|                                       | 1088    |   | Großer Eichenbock                     | Cerambyx cerdo              | Käfer                 |
| Steinbeißer                           | 1149    |   | Steinbeißer                           | Cobitis taenia              | Fische und Rundmäuler |
| Große Quelljungfer                    | 4046    |   | Große Quelljungfer                    | Cordulegaster heros         | Libellen              |
| Scharlachroter Plattkäfer             | 1086    |   | Scharlachroter Plattkäfer             | Cucujus cinnaberinus        | Käfer                 |
| Europäische Sumpfschildkröte          | 1220    |   | Europäische Sumpfschildkröte          | Emys orbicularis            | Reptilien             |
|                                       | 1098    |   | Neunaugen                             | Eudontomyzon spp.           | Fische und Rundmäuler |
| Goldener Scheckenfalter               | 1065    |   | Goldener Scheckenfalter               | Euphydryas aurinia          | Schmetterlinge        |
| Weißflossen-Gründling                 | 1124    |   | Weißflossen-Gründling                 | Gobio albipinnatus          | Fische und Rundmäuler |
| Kessler-Gründling                     | 2511    |   | Kessler-Gründling                     | Gobio kessleri              | Fische und Rundmäuler |
| Steingreßling                         | 1122    |   | Steingreßling                         | Gobio uranoscopus           | Fische und Rundmäuler |
| Schmalbindiger Breitflügel-Tauchkäfer | 1082    |   | Schmalbindiger Breitflügel-Tauchkäfer | Graphoderus bilineatus      | Käfer                 |
| Schrätzer                             | 1157    |   | Schrätzer                             | Gymnocephalus schraetzer    | Fische und Rundmäuler |
| Große Moosjungfer                     | 1042    |   | Große Moosjungfer                     | Leucorrhinia pectoralis     | Libellen              |
| Hirschkäfer                           | 1083    |   | Hirschkäfer                           | Lucanus cervus              | Käfer                 |
| Fischotter                            | 1355    |   | Fischotter                            | Lutra lutra                 | Säugetiere            |
| Großer Feuerfalter                    | 1060    |   | Großer Feuerfalter                    | Lycaena dispar              | Schmetterlinge        |
| Dunkler Wiesenknopf-Ameisenbläuling   | 1061    |   | Dunkler Wiesenknopf-Ameisenbläuling   | Maculinea nausithous        | Schmetterlinge        |
| Heller Wiesenknopf-Ameisenbläuling    | 1059    |   | Heller Wiesenknopf-Ameisenbläuling    | Maculinea teleius           | Schmetterlinge        |
| Schlammpeitzger                       | 1145    |   | Schlammpeitzger                       | Misgurnus fossilis          | Fische und Rundmäuler |
| Großes Mausohr                        | 1324    |   | Großes Mausohr                        | Myotis myotis               | Säugetiere            |
| Grüne Flussjungfer                    | 1037    |   | Grüne Flussjungfer                    | Ophiogomphus cecilia        | Libellen              |
| Ziege                                 | 2522    |   | Ziege                                 | Pelecus cultratus           | Fische und Rundmäuler |
| Bitterling                            | 1134    |   | Bitterling                            | Rhodeus sericeus            | Fische und Rundmäuler |
| Alpen-Kammmolch                       | 1167    |   | Alpen-Kammmolch                       | Triturus carnifex           | Amphibien             |
| Donau-Kammmolch                       | 1993    |   | Donau-Kammmolch                       | Triturus dobrogicus         | Amphibien             |
| Europäischer Hundsfisch               | 2011    |   | Europäischer Hundsfisch               | Umbra krameri               | Fische und Rundmäuler |
| Streber                               | 1160    |   | Streber                               | Zingel streber              | Fische und Rundmäuler |
| Zingel                                | 1159    |   | Zingel                                | Zingel zingel               | Fische und Rundmäuler |